# Sabrina Ferilli

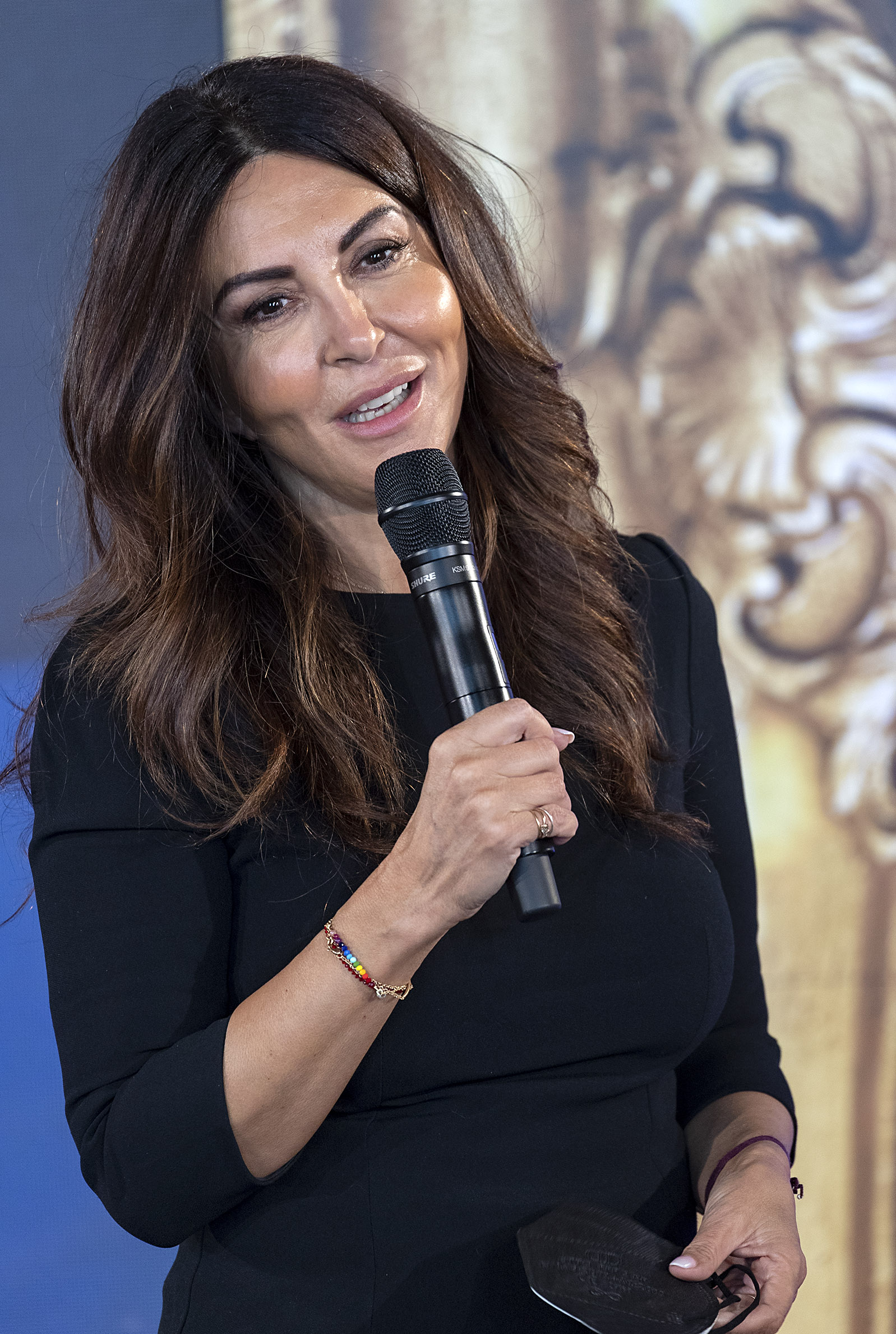
Sabrina Ferilli

Sabrina Ferilli (* 28. Juni 1964 in Rom) ist eine italienische Film- und Theaterschauspielerin. Während sie in Italien eine der bekanntesten Schauspielerinnen ist, gelangte sie im Ausland nur zu geringer Popularität.

## Lebenslauf
Seit Mitte der 1980er Jahre spielte Ferilli regelmäßig in italienischen Filmen, Fernsehserien und Theateraufführungen. Während ihre Bekanntheit in erster Linie von ihren Filmen herrührt, blieb das Theater stets ihre größere Leidenschaft.
Ferillis Vater war Sprecher des Regionalrats Latiums der Kommunistischen Partei Italiens. Ferilli wurde von seiner politischen Ausrichtung nachhaltig beeinflusst und macht keinen Hehl aus ihrer linken politischen Ausrichtung.
Ferillis Laufbahn startete, als sie an Roms renommiertem Centro Sperimentale di Cinematografia arbeitete und in lokalen Theatern auftrat. Nebenrollen in Filmen folgten ab 1986. Dabei legte sie Wert darauf, nicht auf ihre weiblichen Reize beschränkt zu werden. Ihre erste Hauptrolle war in Americano Rosso im Jahre 1990. Dies sollte bereits der Höhepunkt ihrer Filmkarriere sein. Weitere Hauptrollen in weniger erfolgreichen Filmen folgten. Der wichtigste hiervon war Diario Di Un Vizio von Marco Ferreri aus dem Jahre 1993, welcher einen Preis des Berliner Filmfestivals gewann. Jedoch bekam Ferilli immer schlechtere Rollen und war fortan auf Auftritte in zweitklassigen Streifen beschränkt. Im italienischen Fernsehen wurde sie dennoch sehr populär durch ihre Rolle in der Serie Commesse ab 1999 von Giorgio Capitani. 2008 hatte sie ein Comeback und gewann ein Nastro d’Argento für ihre Rolle der Daniela in dem Film Das ganze Leben liegt vor Dir.
Ihr auch international bisher bekanntester Film ist Paolo Sorrentinos La Grande Bellezza – Die große Schönheit, der bei den 66. Internationalen Filmfestspiele von Cannes Premiere hatte und unter anderem 2014 jeweils den Oscar und den Golden Globe in der Kategorie Bester fremdsprachiger Film sowie 2013 vier Auszeichnungen beim Europäischen Filmpreis gewann. Ebenso wurde er 2013 mit drei Nastro d’Argento ausgezeichnet, wovon einer abermals an Ferilli persönlich als Beste Nebendarstellerin ging. 
Ferilli war von 2003 bis 2005 mit dem italienischen Anwalt Andrea Perone verheiratet.

## Sonstiges
Ferilli ist bekannte Anhängerin des italienischen Fußballvereins AS Rom. Sie ist Mitglied des von Fans gegründeten Vereinsrats. 1998 kündigte Ferilli an, beim nächsten Gewinn AS Roms der italienischen Meisterschaft einen öffentlichen Striptease aufzuführen. Nach AS Roms Titelgewinn 2001 löste sie ihr Versprechen ein und entkleidete sich bis zur Unterwäsche. Die Aktion war auch deswegen umstritten, weil sich Ferilli in der Vergangenheit schon mal als Lazio Rom-Fan erklärt hatte. 
Der erfolgreichste Fotokalender des Männermagazins MAX in Italien ist derjenige mit Sabrina Ferilli aus dem Jahr 2001, von welchem über eine Million Exemplare verkauft wurden.

## Filmografie (Auswahl)
- 1986: Caramelle da uno sconosciuto
- 1986: Portami la luna
- 1987: Il Volpone
- 1987: Vagabunden wie wir (I picari)
- 1987: Die Liebhaberin (Il frullo del passero)
- 1987: Rimini Rimini
- 1989: Night Club
- 1990: La strada di Ball
- 1990: Der rote Amerikaner (Americano Rosso)
- 1990: Piccoli omicidi senza parole
- 1991: Centro storico
- 1991: Un giorno di festa
- 1991: Naufraghi sotto costa
- 1992: Vietato ai minori
- 1992: Donne sottotetto (Centro storico)
- 1992: The More I See You
- 1992: Vietato ai minori
- 1993: Diario di un vizio
- 1993: Il giudice ragazzino
- 1993: Anche i commercialisti hanno un'anima
- 1993: Zwei Brüder in einem Boot (Una storia italiana)
- 1994: La bella vita
- 1995: Vite strozzate
- 1996: Ferie d'agosto
- 1996: Arance amare
- 1996: Ritorno a casa Gori
- 1997: Gambling with Love – Spiel mit der Liebe (Il signor Quindicipalle)
- 1998: Tu ridi
- 1998: I fobici
- 1999–2002: Commesse (Fernsehserie, 12 Folgen)
- 2000: A ruota libera
- 2000: Der Flug des Adlers (Le ali della vita)
- 2000: Le Giraffe
- 2002: Lives of the Saints
- 2003: L'acqua … Il fuoco
- 2004: Christmas In Love
- 2005: Dalida
- 2006: Natale a New York
- 2008: Das ganze Leben liegt vor Dir (Tutta la vita davanti)
- 2008–2011: Anna e i cinque (Fernsehserie, 12 Folgen)
- 2009: I mostri oggi
- 2010: Caldo criminale (Fernsehfilm)
- 2011: Natale a Cortina
- 2011: Vacanze di Natale a Cortina
- 2013: La Grande Bellezza – Die große Schönheit (La Grande Bellezza)
- 2015: Für immer eins (Io e lei)
- 2016: Forever Young
- 2016: Rimbocchiamoci le maniche (Fernsehserie, 8 Folgen)
- 2017: Omicidio all'italiana
- 2017: The Place
- 2018: Ricchi di fantasia
- 2019: L'amore strappato (Fernsehserie, 3 Folgen)
- 2021: Svegliati amore mio (Fernsehserie, 2 Folgen)
- 2022: Il sesso degli angeli
- 2024: Un altro Ferragosto
- 2024: Gloria (Fernsehserie, 6 Folgen)
- 2025: Kung Fu in Rome (La città proibita)

## Verweise
1. ↑  Corriere della Sera

| Personendaten    | Personendaten               |
| ---------------- | --------------------------- |
| NAME             | Ferilli, Sabrina            |
| KURZBESCHREIBUNG | italienische Schauspielerin |
| GEBURTSDATUM     | 28. Juni 1964               |
| GEBURTSORT       | Rom, Italien                |